# Kanton Aveyron-Lère
Der Kanton Aveyron-Lère ist seit 2015 ein französischer Wahlkreis im Arrondissement Montauban im Département Tarn-et-Garonne in der Region Okzitanien; sein Hauptort ist Caussade.

## Gemeinden
Der Kanton besteht aus sechs Gemeinden mit insgesamt 20.068 Einwohnern (Stand: 1. Januar 2022) auf einer Gesamtfläche von 200,18 km²:
| Gemeinde                 | Einwohner 1. Januar 2022 | Fläche km² | Dichte Einw./km² | Code INSEE | Postleitzahl |
| ------------------------ | ------------------------ | ---------- | ---------------- | ---------- | ------------ |
| Bioule                   | 1.194                    | 20,44      | 58               | 82018      | 82800        |
| Caussade                 | 6.858                    | 45,73      | 150              | 82037      | 82300        |
| Montricoux               | 1.175                    | 26,44      | 44               | 82132      | 82800        |
| Nègrepelisse             | 5.839                    | 49,22      | 119              | 82134      | 82800        |
| Saint-Étienne-de-Tulmont | 4.050                    | 21,14      | 192              | 82161      | 82410        |
| Vaïssac                  | 952                      | 37,21      | 26               | 82184      | 82800        |
| Kanton Aveyron-Lère      | 20.068                   | 200,18     | 100              | 8201       | –            |